# Quo vadis?
|  | Aquest article tracta sobre la novel·la de Henryk Sienkiewicz; per la pel·lícula de Mervyn LeRoy vegeu Quo Vadis (pel·lícula). |

Quo vadis és una novel·la de l'autor polonès Henryk Sienkiewicz de 1896. S'hi narren les vicissituds de Marc, general romà, i Lígia, cristiana, en el temps de la persecució dels cristians per l'emperador Neró.
Abans d'escriure la novel·la, Sienkiewicz va estudiar l'Imperi Romà molt a fons per tal d'afinar en els detalls històrics; tant és així que fins i tot hi apareixen diversos personatges històrics.

## Argument
El títol, que en llatí significa on vas?, al·ludeix a una tradició que s'explicava entre els primers cristians, en la qual l'apòstol Pere, que fuig de Roma per posar-se fora de perill de la persecució, es creua amb Jesús. Pere li fa aquesta pregunta, a la qual Jesús li respon que serà crucificat a Roma per segona vegada perquè els seus propis deixebles l'abandonen. Avergonyit de la seva covardia, Pere torna a Roma per afrontar el seu destí, que serà el martiri. La intenció de Sienkiewicz en escriure la novel·la és retratar un cas d'opressió estatal semblant al de la Polònia de la seva època, la qual cosa explica l'èmfasi especial que dona a aquesta anècdota.

## Reconeixement
Des que va aparèixer com a fulletó en tres diaris polonesos el 1895 i com a llibre el 1896, la novel·la ha estat traduïda a més de cinquanta llengües. El traductor nord-americà Jeremiah Curtin ha estat acreditat per ajudar a popularitzar les seves obres a l'estranger.
La popularitat de Quo Vadis a França, on va ser el llibre més venut de 1900, es mostra pel fet que els cavalls que competien en un esdeveniment del Grand Prix de París van ser nomenats pels personatges del llibre.Als Estats Units, Quo Vadis va vendre 800.000 còpies en divuit mesos.
Aquesta obra va contribuir molt a l'atorgament del Premi Nobel de Literatura a l'autor el 1905.

## Adaptacions cinematogràfiques
La novel·la ha estat adaptada diverses vegades al cinema els anys 1901; 1913, dirigida per Enrico Guazzoni (cinema mut); 1924, amb direcció de Gabriello D'Annunzio i Georg Jacoby, (cinema mut).
La versió més coneguda és, però, la de Mervyn LeRoy, de l'any 1951, amb Robert Taylor, Deborah Kerr i Peter Ustinov, en el paper de Neró.
El 1985 Franco Rossi va conduir una sèrie de televisió, i el 2001 Jerzy Kawalerowicz també dirigiria una minisèrie.